# Gibana
Gibana, auch Gevana geschrieben, ist der im Südsudan verwendete Rechtsbegriff für eine lokal erhobene Steuer. Gibana ist im südsudanesischen Local Government Act von 2009 formalisiert. Der Begriff ist möglicherweise die umgangssprachliche arabische Bezeichnung für „Jibu le ana“, was „Gib mir“ bedeutet.
§ 74 (1) des Local Government Act sieht vor, dass ein Local Government Council Steuereinnahmen aus verschiedenen Quellen generieren kann, und zählt neben anderen Steuern auch die Gibana-Steuer auf. Das Gesetz enthält jedoch keinerlei Definition für diese Steuerart. Im Prinzip ist die Gibana-Steuer eine Verbrauchssteuer und eine der Hauptsteuerquellen für die lokale Administration in Südsudans Counties
Diese Steuer wurde zwischen 2009 und 2010 in vielen Countys im Südsudan eingeführt; manchmal wird die Steuer einfach auf inländische Waren, die durch einen County transportiert werden, erhoben (Transitsteuer), anderenorts wiederum als lokale Verbrauchssteuer. Der County Yei River im Bundesstaat Central Equatoria im Südwesten des Südsudans erhebt zum Beispiel die Gibana auf Waren, die auf lokalen Märkten verkauft werden. In einigen Countys an der Landesgrenze wird die Steuer direkt bei der Einreise in den Südsudan erhoben (2 % Ad-Valorem-Countysteuer auf den Wert von Waren, die von lokalen Händlern in den Südsudan eingeführt werden).
Die Gibana-Steuer geht auf eine Gemeindesteuer zurück, die zumindest in Juba schon in der Kolonialzeit erhoben wurde.